# Рейно Куускоскі
Рейно Куускоскі (фін. Reino Iisakki Kuuskoski 1907, Лоймаа, Велике князівство Фінляндське — 1965, Гельсінкі, Фінляндія) — державний і політичний діяч Фінляндії, 43-й прем'єр-міністр Фінляндії.

## Життєпис
Прем'єр-міністр Фінляндії, голова Верховного адміністративного суду Фінляндії, парламентський омбудсмен Фінляндії.
За фахом — юрист.
З 17 листопада 1953 по 5 травня 1954 — міністр юстиції в кабінеті С.Туоміоя.
З 26 квітня 1958 по 29 серпня 1958 — 43-й прем'єр-міністр Фінляндії.
Крім того, в період своєї кар'єри Куусоксі був головою Верховного адміністративного суду Фінляндії, парламентським омбудсменом Фінляндії, зробив значний внесок у розвиток фінського муніципального законодавства.